# Barbastella beijingensis
Barbastella beijingensis és una espècie de ratpenat de la família dels vespertiliònids. És endèmic de la Xina. El seu hàbitat natural són coves. Es creu que no hi ha amenaces significatives per a la supervivència d'aquesta espècie.